# Historia del uniforme del Club de Deportes Cobresal
La Indumentaria de Cobresal es el uniforme utilizado por los «Mineros» tanto en competencias nacionales como internacionales, desde el primer equipo hasta los juveniles, como también la Femenil.
Los colores representativos de Cobresal son el verde, debido al estado del cobre en bruto; el naranjo, cuando el cobre se encuentra en proceso; y el blanco, por el salar y el río Salado. El primer uniforme que utilizó el club fue uno de color verde, debido a que fue el color de Deportivo Hospital de El Salvador, institución que cedió su afiliación a ANFA para que Cobresal pudiera postular al profesionalismo, y que este color también era la vestimenta de los representantes de El Salvador cuando competían con las otras divisiones de Codelco.
En 1982 el uniforme titular adoptó los colores albinaranjas, y en 1988 se dejó de utilizar el verde. Este color se retomó el año 2012.

## Uniforme titular
| 1979 | 1980-1981 | 1982-1998 | 1999-2000 | 2001 | 2002-2008 | 2009 | 2010 | 2011 |

| 2012 | 2013-14 | 2014-15 | 2015-16 | 2016 | 2019 | 2020-21 | 2021 | 2022 |

| 2023 | 2024 |

## Uniforme alternativo
| 2002 | 2003 | 2009 | 2010 | 2011 | 2012 | 2013-14 | 2014-15 | 2015-16 |

| 2016 | 2019 | 2020-21 | 2021 | 2022 | 2024 |

## Tercer uniforme
| 2021 | 2022 |

## Cuarto uniforme
| 2022 |

## Indumentaria y patrocinadores
| Período   | Proveedor             |
| --------- | --------------------- |
| 1985      | Kappa                 |
| 1986      | LP                    |
| 1987-1990 | Le Coq Sportif        |
| 1991-1993 | Adidas                |
| 1994-1995 | Le Coq Sportif        |
| 1995      | Adidas                |
| 1996-1998 | Avia                  |
| 1999-2003 | Adidas                |
| 2004      | Training Professional |
| 2005-2017 | Lotto                 |
| 2017-Act. | KS7                   |

| Período   | Patrocinador     |
| --------- | ---------------- |
| 2000      | SABO             |
| 2001-2011 | Cristal          |
| 2011-2021 | PF               |
| 2022-2024 | CSI              |
| 2024      | Huilco Alimentos |

| 1. |